# Perdita fortis
Perdita fortis är en biart som beskrevs av Timberlake 1971. Perdita fortis ingår i släktet Perdita och familjen grävbin. Inga underarter finns listade i Catalogue of Life.